# Ginástica rítmica nos Jogos Pan-Americanos de 2019 - 5 bolas
A competição do 5 bolas feminino foi um dos eventos da ginástica rítmica nos Jogos Pan-Americanos de 2019. Foi disputada no Polideportivo Villa El Salvador no dia 4 de agosto. 

## Calendário
Horário local (UTC-5).
| Data        | Horário | Fase  |
| ----------- | ------- | ----- |
| 4 de agosto | 18:00   | Final |

## Medalhistas
|  | MEX México                                                                     |  | USA Estados Unidos                                                                          |  | BRA Brasil                                                                 |
|  | Ana Galindo Adriana Hernandez Mildred Maldonado Britany Sainz Karen Villanueva |  | Isabelle Connor Yelyzaveta Merenzon Elizaveta Pletneva Nicole Sladkov Kristina Sobolevskaya |  | Beatriz da Silva Vitória Guerra Deborah Medrado Nicole Pircio Camila Rossi |

## Resultados
| Pos.              | Ginasta | Dificuldade | Execução | Penalidade | Total  |
| ----------------- | --- | ----------- | -------- | ---------- | ------ |
| Medalha de ouro   | México (MEX) Ana Galindo Adriana Hernandez Mildred Maldonado Britany Sainz Karen Villanueva                      | 16.900      | 7.500    |            | 24.400 |
| Medalha de prata  | Estados Unidos (USA) Isabelle Connor Yelyzaveta Merenzon Elizaveta Pletneva Nicole Sladkov Kristina Sobolevskaya | 16.600      | 7.500    |            | 24.100 |
| Medalha de bronze | Brasil (BRA) Beatriz da Silva Vitória Guerra Deborah Medrado Nicole Pircio Camila Rossi                          | 16.000      | 6.500    |            | 22.500 |
| 4                 | Cuba (CUB) Claudia Arjona Tatiana Frometa Melissa Kindelán Elaine Rojas Danay Utrias                             | 14.800      | 7.350    |            | 22.150 |
| 5                 | Canadá (CAN) Carmel Kallemaa Vanessa Panov Alexandra Udachina Carmen Whelan Alexandra Zilyuk                     | 13.700      | 6.800    |            | 20.500 |
| 6                 | Venezuela (VEN) Maria Waleska Ojeda Dahilin Parra Juliette Quiroz Kizzy Rivas Sofia Suarez                       | 13.000      | 4.550    |            | 17.550 |
| 7                 | Peru (PER) Carmen Leon Flavia Paula Leon Aitana Orrego Camila Rodriguez Georgina Vidalon                         | 10.600      | 4.600    |            | 15.200 |